# いき
いきは、江戸時代に生じ、時代に従って変転した美意識（美的観念）で、遊興の場での心意気、身なりや振る舞いが洗練されていること、女性の色っぽさなどを表す語。
「いき」は、単純美への志向であり、「庶民の生活」から生まれてきた美意識である。また、「いき」は親しみやすく明快で、意味は拡大されているが、現在の日常生活でも広く使われる言葉である。反対語は「野暮（やぼ）」または「無粋」である。

## 「いき」と「いなせ」
「いなせ」とは、「男気があって粋なさま」ないし「勇み肌でいきな若者、また、その様子」を表す語。「いき」を意味に含むが、主に男性の気風についていう語である。寛政期に日本橋魚河岸の若者の間で流行した「鯔背銀杏」という髪型に由来するとも、「往なせとも」と上方言葉で唄う勇み肌の地回りがいたことからともされるが、未詳。
魚河岸などの江戸職人や侠客など、履いた鼻緒の長い鯔背足駄とともに、短気で喧嘩早い若者が好んで使った。三遊亭圓朝の落語『塩原多助一代記』では「刺繡（ほりもの）だらけの鯔背な哥々（あにい）が」と表したように、いなせはいきとともに江戸市中の気っ風（きっぷ）を表した言葉として定着した。
遊船唄の『佃節』では「いきな深川、いなせな神田、人の悪いは麹町」と唄われており、左官、大工、土方の多かった神田の気風が「いなせ」と見られていたことがわかる。

## 九鬼による「いき」
九鬼周造『「いき」の構造』（1930）では、「いき」という江戸特有の美意識が初めて哲学的に考察された。九鬼周造は『「いき」の構造』において、いきを「他の言語に全く同義の語句が見られない」ことから日本独自の美意識として位置付けた。外国語で意味が近いものに「coquetterie」「esprit」などを挙げたが、形式を抽象化することによって導き出される類似・共通点をもって文化の理解としてはならないとし、経験的具体的に意識できることをもっていきという文化を理解するべきであると唱えた。
また別の面として、いきの要諦には江戸の人々の道徳的理想が色濃く反映されており、それは「いき」のうちの「意気地」に集約される。いわゆるやせ我慢と反骨精神にそれが表れており、「宵越しの金を持たぬ」と言う気風と誇りが「いき」であるとされた。九鬼周造はその著書において端的に「理想主義の生んだ『意気地』によって霊化されていることが『いき』の特色である。」と述べている。
九鬼の議論では、「いき」が町人の文化であることを軽視している点、西洋哲学での理屈付けをしている点には批判もある。

## 「いき」と「すい」
「いき」は本来は“意気”であり、「意気地」「意気込み」「生意気」など、“やる気”や“心構え”などを表していた言葉である。これが江戸初期の遊里で、男女の精神的な“本気”や“純潔さ”の称美語として使われ始め、“ピュア”を意味する「粋」の字が当てられた。
同じ漢字の「粋」を当てる「すい」があり、どちらも「つう（通）」とならぶ江戸時代から始まる美意識の理念である。
「いき」が江戸時代を通じて用いられているのに対し、「すい」や「つう（通）」は、近世後期に文化の中心が江戸に移っていくに従って育った、地域的、時代的な限定を伴う。「つう」は、男性の遊びの美意識であり、「すい」は“洗練された美”という共通意識はあるものの、“極めた”“結実した”という豪華さの理念を伴うが、「いき」は必ずしもこれにこだわらない“内面的な美”であり、表面的はさっぱり、いやみがないなどと形容される理念として区別される。文学での比較において「通」の文学である洒落本より後の発生である人情本に多く用いらることから、女性中心の美意識であるとの見方もある。九鬼周造は「いき」の概念に「諦め」も加えている。
『守貞謾稿』には、「京坂は男女ともに艶麗優美（えんれい-ゆうび）を専らとし、かねて粋（すい）を欲す。江戸は意気（いき）を専らとして美を次として、風姿自づから異あり。これを花に比するに艶麗は牡丹なり。優美は桜花なり。粋と意気は梅なり。しかも京坂の粋は紅梅にして、江戸の意気は白梅に比して可ならん」と書かれている。
一方で、「いき」と「粋（すい）」の内容に大差はないという説もある。前出の九鬼周造は「いき」と「粋（すい）」は同一の意味内容を持つと論じている。